# 채프먼쌀쥐
채프먼쌀쥐(Handleyomys chapmani)는 비단털쥐과에 속하는 설치류의 일종이다. 멕시코에서만 발견된다. 이전에는 쌀쥐속(Oryzomys)으로 분류(Oryzomys chapmani) 분류했지만, 현재는 핸들리쥐속에 포함시키고 있다. 학명의 종소명과 일반명은 미국의 조류학자 채프먼(Frank Michler Chapman)의 이름을 따서 지었다.